# Umkehrosmose

Bedingungen für das osmotische Gleichgewicht und die Umkehrosmose

Die Umkehrosmose oder Reversosmose ist ein physikalisches Verfahren der Membrantechnik zur Konzentrierung von in Flüssigkeiten gelösten Stoffen, bei der mit Druck der natürliche Osmose-Prozess umgekehrt wird.

## Wirkungsprinzip
Das Medium, in dem die Konzentration eines bestimmten Stoffes verringert werden soll, ist durch eine semipermeable (halbdurchlässige) Membran von dem Medium getrennt, in dem die Konzentration erhöht werden soll. Dieses wird einem Druck ausgesetzt, der höher sein muss als der Druck, der durch das osmotische Verlangen zum Konzentrationsausgleich entsteht. Dadurch können die Moleküle des Lösungsmittels gegen ihre „natürliche“ osmotische Ausbreitungsrichtung wandern. Das Verfahren drückt sie in das Kompartiment, in dem gelöste Stoffe weniger konzentriert vorliegen.
Trinkwasser hat einen osmotischen Druck von weniger als 2 bar, der angewendete Druck für die Umkehrosmose von Trinkwasser beträgt 3 bis 30 bar, je nach verwendeter Membran und Anlagenkonfiguration. Für die Meerwasserentsalzung ist ein Druck von 60 bis 80 bar erforderlich, da Meerwasser mit ca. 30 bar einen wesentlich höheren osmotischen Druck aufweist als Trinkwasser. Im Toten Meer liegt sogar ein osmotischer Druck von 350 bar vor. In einigen Anwendungen, z. B. für das Konzentrieren von Deponiesickerwasser, werden noch höhere Drücke verwendet.
Die osmotische Membran, die nur die Trägerflüssigkeit (Solvent) durchlässt und die gelösten Stoffe (Solute) zurückhält, muss diesen hohen Drücken standhalten können. Wenn der Druckunterschied das osmotische Gefälle mehr als ausgleicht, passen die Solventmoleküle wie bei einem Filter durch die Membran, während die „Verunreinigungsmoleküle“ zurückgehalten werden. Im Gegensatz zu einem klassischen Membranfilter verfügen Osmosemembranen nicht über durchgehende Poren. Vielmehr wandern die Ionen und Moleküle durch die Membran hindurch, indem sie durch das Membranmaterial diffundieren. Das Lösungs-Diffusions-Modell beschreibt diesen Vorgang.

Energierückgewinnung durch Druckaustauscher:
Schemazeichnung einer Umkehrosmoseanlage (Meerwasserentsalzung) mit einem Druckaustauscher.
1: Meerwasserzufluss, 2: Frischwasserfluss (40 %),
3: Salzwasserkonzentrat (60 %), 4: Meerwasserzufluss (60 %),
5: Ableitung des Salzwasserkonzentrats,
A: Zufluss durch Hochdruckpumpe (40 %), B: Kreislaufpumpe,
C: Osmose-Einheit mit Membran, D: Druckaustauscher

Der osmotische Druck steigt mit zunehmendem Konzentrationsunterschied. Wird der osmotische Druck gleich dem angelegten Druck, kommt der Prozess zum Stehen. Es liegt dann ein osmotisches Gleichgewicht vor. Ein stetiger Abfluss des Konzentrats kann das verhindern. Beim Konzentratauslass wird der Druck entweder über einen Druckregler kontrolliert oder über einen Druckaustauscher genutzt, um den im Zulauf des Systems benötigten Druck aufzubauen. Druckaustauscher senken durch Energierückgewinnung sehr effektiv die Betriebskosten einer Umkehrosmoseanlage. Der Energieaufwand pro Kubikmeter Wasser liegt bei 4–9 kWh.
Das Auskristallisieren (Ausfallen) der Solute in den Membranen muss verhindert werden. Dies kann durch Zugabe von Antibelagmitteln (englisch antiscaling) oder Säuren erreicht werden. Antibelagmittel sind hier polymere Verbindungen auf Phosphat- oder Maleinsäurebasis, welche die sich bildenden Kristallite umschließen und so verhindern, dass kristalline Ausfällungen auf der Membran entstehen können. Eine Reinigung der Membran kann dennoch erforderlich bleiben.
Um Beschädigungen der Membran zu verhindern, können Filter vorgeschaltet werden. Ein Feinfilter kann mechanische, ein Aktivkohlefilter chemische Beschädigungen (z. B. durch Chlor) verhindern.
Auch kann es nötig sein, die Anlage von biologischer Verschmutzung zu befreien, insbesondere bei der Meerwasseraufbereitung. Hier werden mittels Bioziden (meist auf Brombasis) diskontinuierlich sich bildende Biofilme beseitigt. Chlor wird vor allem in südlichen Ländern zur Desinfektion eingesetzt. Aufgrund der Chlorempfindlichkeit der Membranen muss es wieder aufwendig entfernt werden.

## Anwendungen

### Militär und Raumfahrt
Für den militärischen Einsatz wurden mobile Anlagen nach dem Prinzip der Umkehrosmose entwickelt, die Trinkwasser aus beinahe allen Wasserquellen gewinnen können. Die Anlagen sind entweder in Containern oder Anhängern untergebracht, können allerdings auch in eigenständigen Fahrzeugen eingebaut sein. Obwohl es für jedes Einsatzgebiet verschiedene mobile Umkehrosmoseanlagen gibt (engl. reverse osmosis water purification unit, ROWPU), arbeiten alle nach einem ähnlichen Prinzip. Das Wasser wird aus der Quelle zur Anlage gepumpt, wo es mit einem Polymer behandelt wird, um die Koagulation zu beginnen. Anschließend durchläuft das Wasser einen Filter, welcher für den Ionentausch verantwortlich ist. Ein nachgeschalteter, spiralförmiger Baumwollfilter reinigt das vorbehandelte Wasser von Verunreinigungen, die größer sind als 5 Mikrometer. Anschließend durchläuft es mehrere Gefäße, in welchen die Umkehrosmose stattfindet. Zuletzt wird das Wasser einer Chlorung unterzogen.
Im Auftrag der NASA wurden Verfahren zur Anwendung der Umkehrosmose auf Eigenurin bei Weltraumaufenthalten entwickelt.

### Trinkwasseraufbereitung

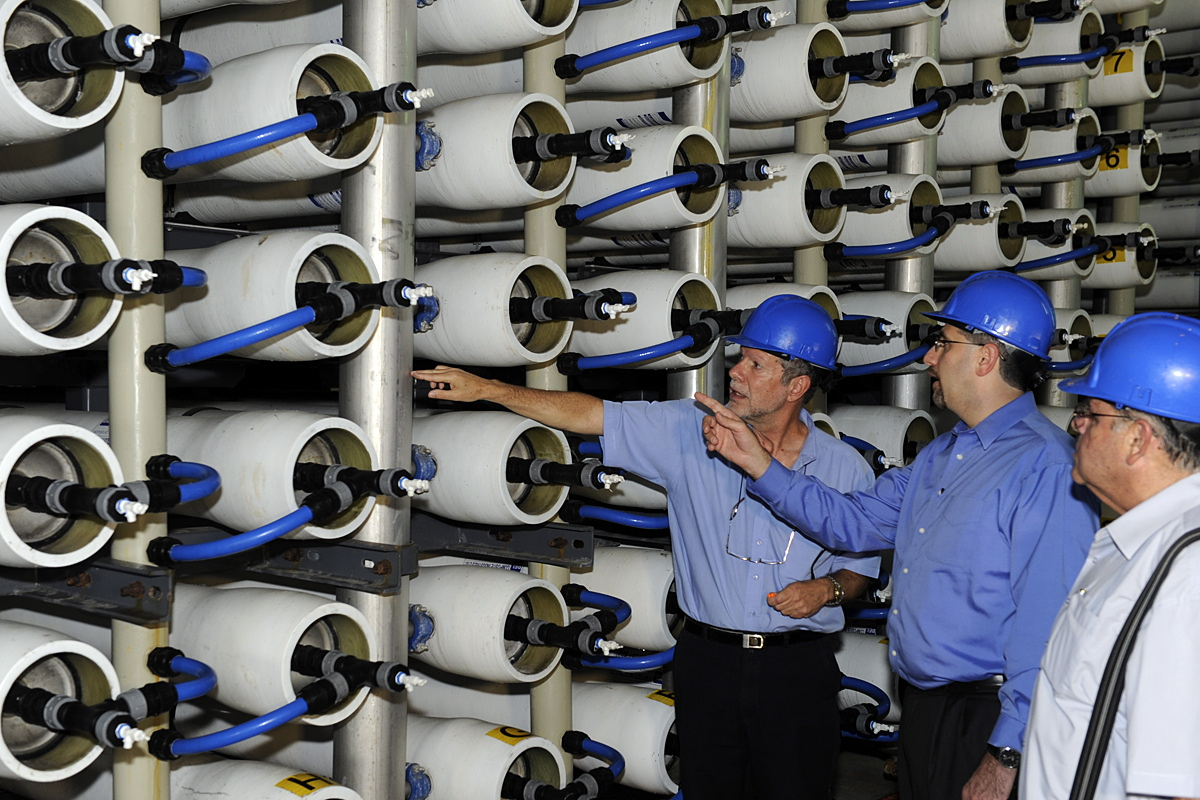
Umkehrosmose-Module in Chadera, Israel

Die Umkehrosmose ist zahlreichen Aufbereitungsanlagen für Trinkwasser in Haushalten als Zwischenschritt eingeschaltet. Solche Systeme arbeiten in Abhängigkeit von der Wasserqualität mit Kombinationen aus Membranen und Filtern (verschiedene Porengrößen, Aktivkohlefilter) sowie eventuell ultraviolettem Licht zur Beseitigung von Mikroben, die durch die Filter und Membranen nicht abgehalten wurden. In einigen Systemen wird die Vorstufe des Aktivkohlefilters durch eine Zelluloseacetat-Membran ersetzt. Diese Membran wird abgebaut, sofern nicht gechlortes Wasser eingesetzt wird. Ein nachgeschalteter Aktivkohlefilter entfernt das vorher zugesetzte Chlor wieder.
Mobile Aufbereitungsanlagen werden für den persönlichen Gebrauch verkauft. Als Voraussetzung für die Funktion dieser Systeme wird ein Leitungsdruck von wenigstens 280 kPa vorausgesetzt. Solche Aufbereitungsanlagen kommen vor allem in ländlichen Regionen ohne sauberes Wasser zum Einsatz, die nicht an eine Wasseraufbereitungsanlage angeschlossen sind. Eine weitere Einsatzmöglichkeit ist die Trinkwasserproduktion auf hoher See oder in Ländern, in denen das Leitungswasser verunreinigt ist.
In der Produktion von Mineralwasser in Flaschen durchläuft das Wasser eine Umkehrosmoseanlage, um es von Verunreinigungen und Mikroorganismen zu befreien. Derartige Anlagen arbeiten mit Keimsperren, die der Osmosemembran vorgeschaltet sind. In der EU ist ein solches Vorgehen allerdings nicht erlaubt. Ein Teil der Mikroorganismen passiert die Filter in Umkehrosmoseanlagen aufgrund von kleinen Rissen oder unregelmäßiger Porenweite. Solche Systeme arbeiten deshalb mit weiteren Reinigungsstufen (ultraviolettes Licht, Ozon, Sterilfiltern).

### Medizintechnik
In der Medizintechnik wird die Umkehrosmose zur Herstellung von Rein- und Reinstwasser verwendet. Rein- und Reinstwasser ist besonders gereinigtes Wasser, welches von fast allen partikulären Stoffen wie Mineral- und Fremdstoffen, Viren, Bakterien, Keimen und sonstigen Verunreinigungen befreit ist. Auch Ionen werden durch die Umkehrosmose zurückgehalten. Rein- und Reinstwasser wird für die Reinigung und Desinfektion (=Aufbereitung) von medizinischen Geräten und Utensilien benötigt. Vor allem Operationsbesteck muss für den Einsatz am Patienten absolut steril sein, da sonst die Gefahr für den Patienten besteht, sich mit Krankenhauskeimen zu infizieren. Würde man für die Aufbereitung medizinischer Utensilien normales Trinkwasser verwenden, wären diese mit den enthaltenen Keimen und Fremdstoffen aus dem Trinkwasser belastet.

### Brauchwasseraufbereitung
In der Industrie wird Boilerwasser in Kraftwerken einer Umkehrosmose unterzogen, um Mineralstoffe daraus zu entfernen. Dieser Prozess soll verhindern, dass das verdampfte Wasser Verkalkungen hinterlässt. Vorgereinigtes Brackwasser wird ebenfalls einer Umkehrosmose unterzogen und kommt auch bei der Herstellung von demineralisiertem Wasser und Aquariumwasser zum Einsatz.

### Andere Einsatzmöglichkeiten
Die Umkehrosmose kann auch zur Konzentrationserhöhung von gelösten Stoffen eingesetzt werden, wobei in diesem Fall die Trägersubstanz konzentriert wird z. B. bei der Herstellung von Fruchtsaftkonzentraten oder zur Verdichtung von Most in der Weinherstellung. Auch bei der Herstellung von alkoholfreiem Bier, Milchkonzentraten und Proteinpulvern kommt die Umkehrosmose zum Einsatz. Ein weiteres Einsatzgebiet von Umkehrosmoseanlagen ist die Bereitstellung von demineralisiertem Wasser für Reinigungs- und Desinfektionsgeräte (RDG) sowie Dampfsterilisatoren. Stark mit Huminsäure belastetes Wasser kann Ionenaustauschharze schädigen, wodurch Umkehrosmoseanlagen im Bereich der Aufbereitung von Laborglas verwendet werden.

## Verfahren

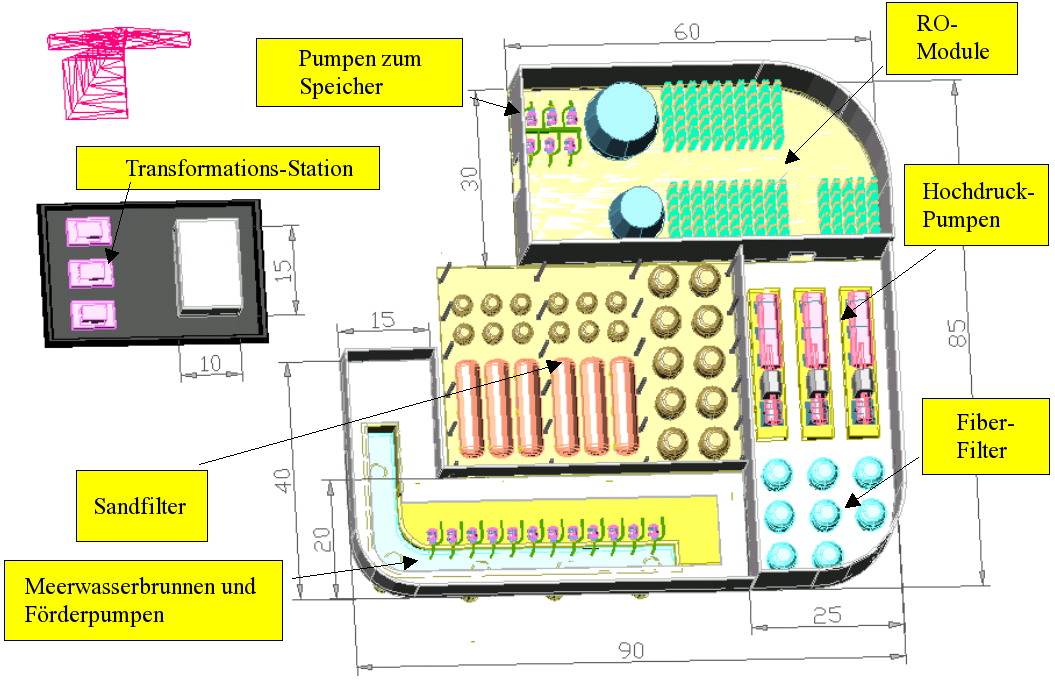
Industrielle Anlage zur Umkehrosmose

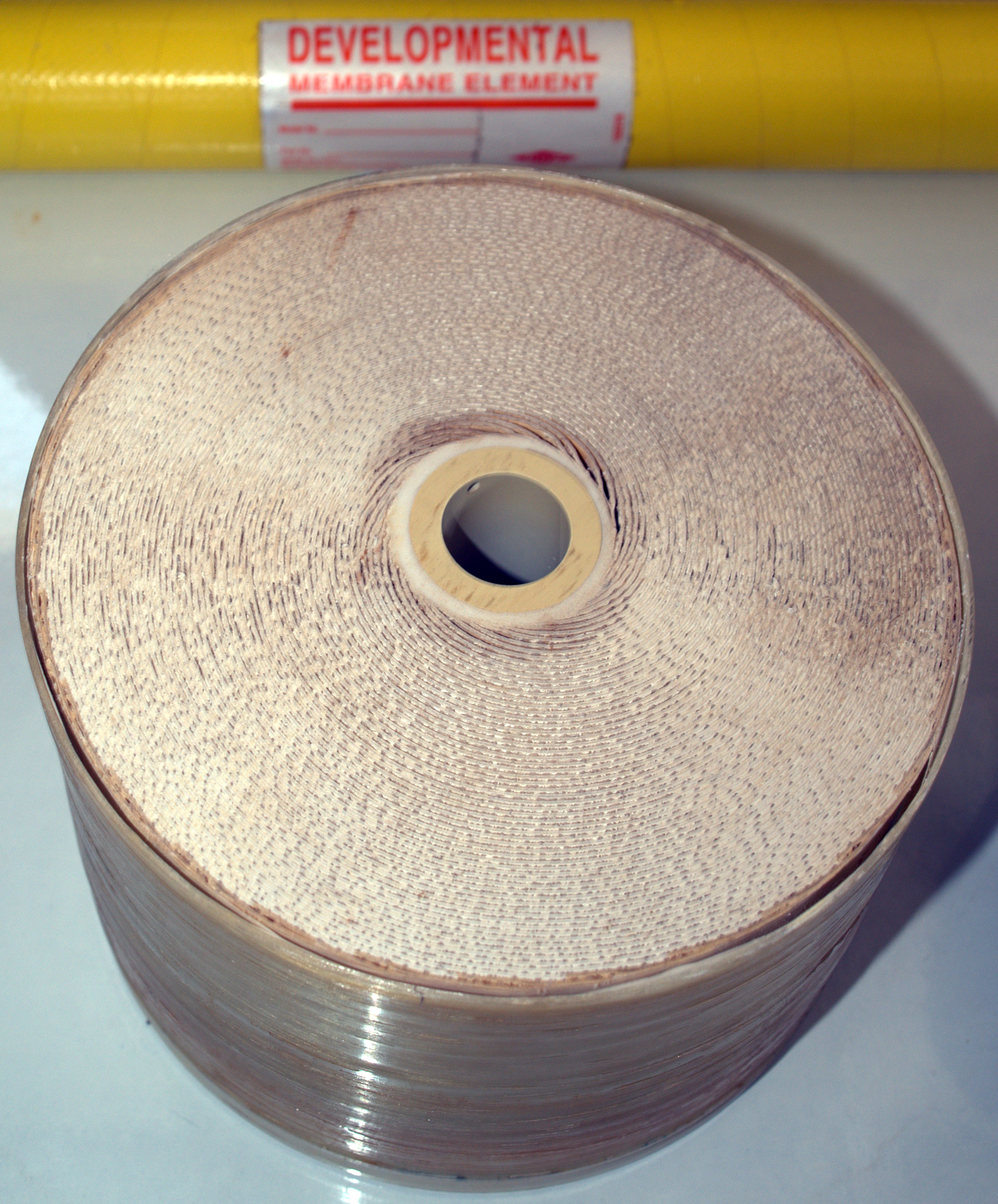
Wickelmodul für die Umkehrosmose

### Grundprinzip
Das Eingangs-Wasser (auch Feed genannt), welches aufbereitet werden soll, durchläuft zunächst die Vorbehandlung. Danach wird es von einer Druckerhöhungspumpe durch eine nachgeschaltete RO-Membran gepresst. RO steht dabei für Reverse Osmosis – Englisch für Umkehrosmose. Bei der RO-Membran handelt es sich um eine teildurchlässige Membran, die nur für das Lösungsmittel Wasser durchlässig ist. Die RO-Membran ist das Herzstück einer jeden Umkehrosmose-Anlage. Je nachdem ob das ein- oder zweistufige Verfahren für die Umkehrosmose zum Einsatz kommt, befinden sich eine bzw. zwei RO-Membranen im System.
In gewissen zeitlichen Abständen ist eine Rückspülung der Membran erforderlich, um eine Verblockung zu vermeiden. Eine Verblockung der Membran kann auch bei der besten Vorbehandlung nicht ausgeschlossen werden. Wann genau eine Rückspülung erforderlich ist, ergibt sich aus den Druckunterschieden vor und nach der RO-Membran. Die Druckunterschiede sollten daher vom Betreiber genau aufgezeichnet werden. Für die Rückspülung sollte immer Permeat verwendet werden. Beim Grundprinzip der Umkehrosmoseanlagen wird schließlich das Wasser mit Druck durch eine Membran gepresst. Bei diesem Vorgang werden 99 % aller Partikel wie z. B. Salze, Bakterien, sonstige Verunreinigungen aus dem Medium entfernt.

### Einstufiges Verfahren

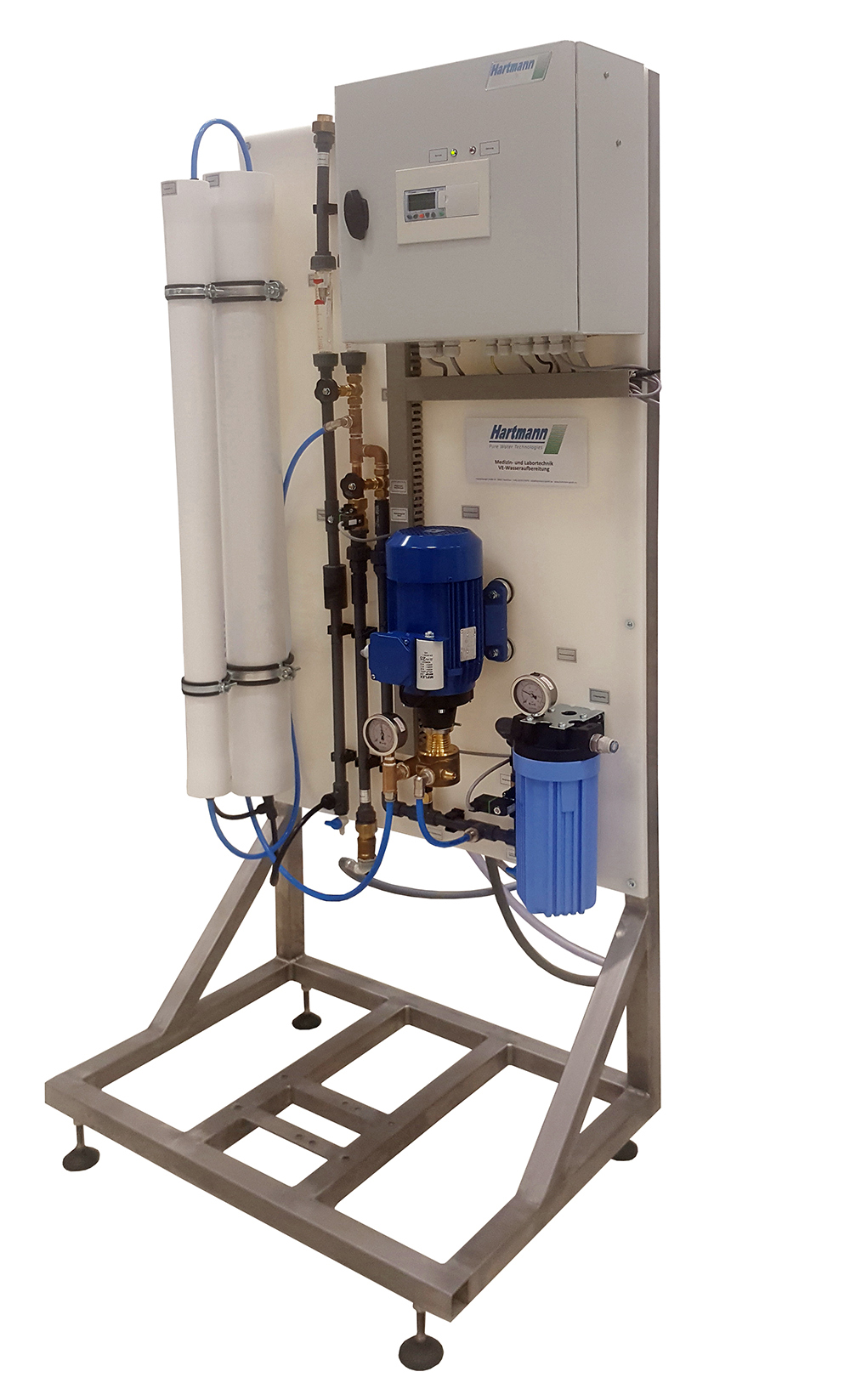
HA-RO basic Umkehrosmose-Anlage ● Einstufiges Verfahren

Beim einstufigen Verfahren durchläuft das aufzubereitende Wasser eine einzige RO-Membran. Durch diese Membran wird das Wasser in zwei Teilströme aufgeteilt: das gewünschte Produkt (Permeat) und das Abfallprodukt (Konzentrat), welches mit den Fremdstoffen des Eingangs-Wassers angereichert ist. Ein Teil des Konzentrates wird wieder auf der Eingangs-Seite eingespeist und befindet sich daher im permanenten Kreislauf. Der andere Teil wird verworfen und dem Abwasser zugeführt. Im Bereich der Zahnmedizin sind Verfärbungen durch Kieselsäureschlupf unerwünscht. Diese können bei Herstellung von demineralisiertem Wasser durch eine Umkehrosmoseanlage in Kombination mit einem Ionenaustauscher verhindert werden.

### Zweistufiges Verfahren
Beim zweistufigen Verfahren sind zwei RO-Membranen hintereinander geschaltet, durch die das aufzubereitende Wasser gepresst wird. Vor jeder der beiden RO-Membranen befindet sich eine Druckerhöhungspumpe, die mit Drücken von ca. 12–15 bar arbeitet.
Eine seltener eingesetzte Variante des zweistufigen Verfahrens arbeitet mit nur einer Pumpe, die vor der ersten Membran installiert ist. Diese Pumpe erzeugt einen Druck von ca. 30 bar, da nach der ersten Membran noch genügend Druck für die zweite Membran vorhanden sein muss. Aufgrund des höheren Druckes muss die erste Membran jedoch auch einen sehr viel höheren Druck aushalten, als bei der Variante mit zwei Pumpen. Daher ist dieses Verfahren technisch aufwändiger und kommt eher selten zur Anwendung.

## Einstufiges Verfahren mit EDI

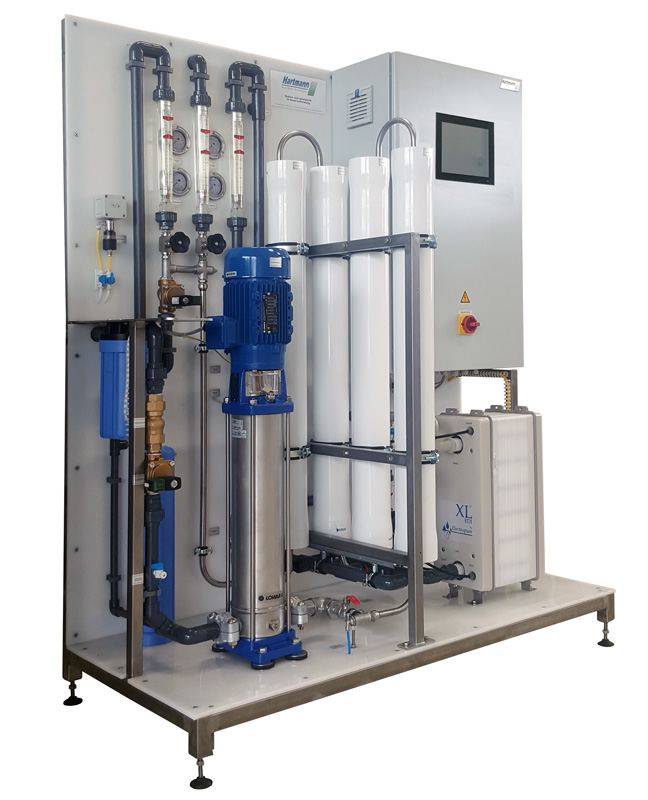
HA-RO modular EDI Umkehrosmose-Anlage ● Einstufiges Verfahren

Für medizinische Anwendungen ist der Reinheitsgrad des Permeats aus einer einstufigen RO-Anlage häufig nicht ausreichend. Im Medizin-Bereich wird daher statt einer zweiten RO-Stufe oft auch eine EDI eingesetzt. Die EDI liefert eine hohe Ausbeute an Produktwasser, welches eine sehr hohe Qualität bzw. sehr geringe Leitfähigkeit (<0,1 µS/cm) aufweist. Außerdem kann das Produktwasser problemlos vor der RO-Membran wieder in den Kreislauf eingespeist werden. Lediglich eine geringe Menge Elektrodenspülwasser entsteht als Abfallprodukt. Besonders in der Medizintechnik sind Verfärbungen durch Wasserinhaltsstoffe (z. B. Kieselsäure) nicht erwünscht. Dies wird in der Regel durch eine einstufige Umkehrosmose mit EDI erzielt.

## Kritik und Nachteile
Durch die Wirkungsweise der Umkehrosmose-Anlage kommt es zur Bildung von Abwasser, welches häufig über die Kanalisation dem Wasserkreislauf hinzugefügt wird oder in Flüsse bzw. das Meer abgeleitet. Aufgrund von Wassermangel und schwacher Infrastruktur wurde bereits vorgeschlagen, Umkehrosmoseanlagen in Gebieten mit weniger als 500 mg gelöster Feststoffe pro Liter zu verbieten, um somit das Wasserversorgungssystem zu entlasten. Die flächendeckende Verwendung von Umkehrosmose-Anlagen in Privathaushalten hat katastrophale Folgen für Megastädte wie Neu Delhi, weil der Gesamtwasserbedarf der ohnehin schon wasserarmen Region durch die Filtertechnik erhöht wurde.